# Lobostemon decorus
Lobostemon decorus är en strävbladig växtart som beskrevs av Margaret Rutherford Bryan Levyns. Lobostemon decorus ingår i släktet Lobostemon och familjen strävbladiga växter. Inga underarter finns listade i Catalogue of Life.